# Chad Donella
Chad E. Donella (Toronto, Ontário, 18 de maio de 1978) é um ator canadense.

## Vida e carreira
Participou do Programa de Artes de Nova York, em que participou em peças como Édipo Rei, Waiting for Godot e The Collected Works of Billy the Kid. Ele já se apresentou em Teatro Fábrica de Toronto é Teatro Markham. Ele também tocou baixo por um tempo em uma banda chamada DAEVE. 
Ele já apareceu em vários filmes, como Final Destination, The Long Kiss Goodnight e Disturbing Behavior. Além de seus papéis nos filmes ele também obteve participações na televisão, aparecendo em programas como The X-Files, Smallville, CSI: Crime Scene Investigation, NCIS, Monk e Lost. 
Donella viveu o diretor Gibson em Saw 3D, que foi dirigido por Kevin Greutert.

## Filmografia

### Filmes
| Ano  | Título                  | Papel                  | Notas                  |
| ---- | ----------------------- | ---------------------- | ---------------------- |
| 1996 | Heart of My Heart       | Monk                   | Curta-metragem         |
| 1996 | The Long Kiss Goodnight | Adolescente            | Participação especial  |
| 1998 | Disturbing Behavior     | U.V.                   |                        |
| 1998 | Someone to Love Me      | Will                   | Filme para a televisão |
| 2000 | Final Destination       | Tod Waggner            |                        |
| 2000 | Moon Palace             | Tyler                  | Curta-metragem         |
| 2002 | Superfire               | Rob Torreck            | Filme para a televisão |
| 2002 | 100 Women               | Sam                    |                        |
| 2003 | A Wondrous Fate         | Carter                 | Curta-metragem         |
| 2003 | Shattered Glass         | David Bach             |                        |
| 2005 | Hate Crime              | Chris Boyd             |                        |
| 2007 | 9 Lives of Mara         | Robin Jr. (mais velho) |                        |
| 2008 | Dakota                  | Jack                   |                        |
| 2010 | Saw 3D                  | Gibson                 |                        |

### Televisão
| Ano  | Título                            | Papel                     | Notas                                              |
| ---- | --------------------------------- | ------------------------- | -------------------------------------------------- |
| 1997 | Fast Track                        | Ronny                     | Episódio: "Lap of Faith"                           |
| 1998 | ER                                | Kevin Delaney             | Episódio: "Stuck on You"                           |
| 1998 | The Practice                      | Kevin Peete               | Episódios: "Passing Go", "Trench Work"             |
| 1999 | The X Files                       | Robert 'Rob' Roberts      | Episódio: "Hungry"                                 |
| 2000 | Secret Agent Man                  | Jay                       | Episódio: "Like Father, Like Monk"                 |
| 2001 | All Souls                         | Jordan Terrance Holland   | Episódio: "The Deal"                               |
| 2001 | Smallville                        | Gregory 'Greg' Arkin      | Episódio: "Metamorphosis"                          |
| 2002 | Providence                        | Amigo Imaginário de Kevin | Episódios: "Smoke and Mirrors", "Out of Control"   |
| 2002 | Taken                             | Jacob Clarke (adulto)     | Episódios: "Maintenance", "Charlie and Lisa"       |
| 2003 | Dragnet                           | Eddie Polian              | Episódio: "The Big Ruckus"                         |
| 2003 | Monk                              | Ricky Babbage             | Episódio: "Mr. Monk and the Sleeping Suspect"      |
| 2004 | Cold Case                         | Jeff Kern                 | Episódio: "It's Raining Men"                       |
| 2005 | CSI: Crime Scene Investigation    | Vincent Decarlo           | Episódio: "Snakes"                                 |
| 2005 | NCIS                              | John Briggs               | Episódio: "Mind Games"                             |
| 2005 | Without a Trace                   | Brad Stone                | Episódio: "Honor Bound"                            |
| 2007 | Ghost Whisperer                   | Randy Cooper              | Episódios: "The Cradle Will Rock", "The Collector" |
| 2008 | CSI: Miami                        | Seth McAdams              | Episódio: "All In"                                 |
| 2009 | Majority Rules!                   | Mr. Ganz                  | 6 episódios                                        |
| 2010 | Law & Order: Special Victims Unit | Ronnie Watley             | Episódio: "P.C."                                   |
| 2010 | Dan for Mayor                     | Steve                     | Episódio: "An Engagement in Hell"                  |
| 2010 | Lost                              | Funcionário               | Episódio: "The Package"                            |
| 2010 | Rookie Blue                       | Detetive Don Bibby        | Episódio: "Honor Roll"                             |
| 2010 | Smallville                        | Gregory 'Greg' Arkin      | Episódio: "Homecoming"                             |
| 2012 | Flashpoint                        | Colin Hunter              | Episódio: "Sons of the Father"                     |
| 2013 | Castle                            | Troy                      | Episódio: "Death Gone Crazy"                       |